# Lom u Mostu
Lom u Mostu är en stad i Tjeckien.   Den ligger i regionen Ústí nad Labem, i den nordvästra delen av landet, 80 km nordväst om huvudstaden Prag. Lom u Mostu ligger 296 meter över havet och antalet invånare är 3 736.
Terrängen runt Lom u Mostu är kuperad norrut, men söderut är den platt.Runt Lom u Mostu är det tätbefolkat, med 427 invånare per kvadratkilometer. Närmaste större samhälle är Litvínov, 3,0 km väster om Lom u Mostu. Trakten runt Lom u Mostu består i huvudsak av gräsmarker.